# Fosterella yuvinkae
Fosterella yuvinkae là một loài thực vật có hoa trong họ Bromeliaceae. Loài này được Ibisch & al. mô tả khoa học đầu tiên năm 2002.